# Повіт Кіта-Ґумма
Пові́т Кіта́-Ґу́мма (яп. 北群馬郡, きたぐんまぐん, МФА: [kʲi̥ta gum̚.ma guɴ]) — повіт в префектурі Ґумма, Японія.